# Хогг, Квинтин, 2-й виконт Хейлшем
Квинтин Макгарел Хогг, барон Хейлшем из Сент-Мэрилебона (англ. Quintin McGarel Hogg, Baron Hailsham of St Marylebone; 9 октября 1907[…], Лондон — 12 октября 2001[…], Лондон) — британский адвокат и консервативный политик. Он также был известен как 2-й виконт Хейлшем с 1950 по 1963 год.

## Происхождение и образование
Родился 9 октября 1907 года в Лондоне. Старший сын Дугласа Хогга, 1-го виконта Хейлшема (1872—1950), который был лордом-канцлером при Стэнли Болдуине, и его первой жены Элизабет Марджорибэнкс (? — 1925). Внук Квинтина Хогга (1845—1903), торговца, филантропа и реформатора образования. Его был сэр Джеймс Хогг, 1-й баронет (1790—1876), бизнесмен и политик из Ольстера. Второе имя Макгарел происходит от ирландского бизнесмена и плантатора Чарльза Макгарела (1788—1876), у которого было большое количество рабов, и который финансово спонсировал деда Квинтина Хогга, который был шурином Макгарела.
Хогг получил образование в школе Саннингдейл, а затем в Итонском колледже, где он был стипендиатом короля и выиграл стипендию Ньюкасла в 1925 году. Он поступил в колледж Крайст-Черч, Оксфорд, как стипендиат, и был президентом Ассоциации консерваторов Оксфордского университета и Оксфордского союза. Он получил дипломы с отличием по модерации в 1928 году и по гуманитарной литературе в 1930 году. Он был принят в коллегию адвокатов Линкольнс-Инн в 1932 году.

## Политика и Вторая мировая война
Хогг участвовал в своей первой избирательной кампании на парламентских выборах 1924 года и во всех последующих парламентских избирательных кампаниях вплоть до своей смерти. В 1938 году Хогг был выбран кандидатом в парламент на дополнительных выборах в Оксфорде . Эти выборы состоялись вскоре после Мюнхенского соглашения, и кандидата от лейбористов Патрика Гордона Уокера убедили уйти в отставку, чтобы позволить объединённому бросить вызов консерваторам. Сэгди Данлоп Линдси, магистр Баллиол-колледжа боролся как кандидат от «независимой прогрессивной партии». Хогг с небольшим перевесом победил Линдси, который, как говорили, был в ужасе от популярного лозунга «Гитлер хочет Хогга».
Хогг голосовал против Невилла Чемберлена на норвежских дебатах в мае 1940 года и поддержал Уинстона Черчилля. Он недолго служил в пустынной кампании в качестве командира взвода в стрелковой бригаде во время Второй мировой войны. После ранения колена в августе 1941 года, которое едва не стоило ему правой ноги, Квинтин Хогг был сочтен слишком старым для дальнейшей службы на передовой, и позже служил в штабе генерала «Джамбо» Уилсона, прежде чем покинуть армию в чине майора.

## Консервативный министр
Отец Хогга умер в 1950 году, и Квинтин Хогг вошел в Палату лордов, став преемником своего отца в качестве 2-го виконта Хейлшема. Полагая, что его политическая карьера окончена, он несколько лет сосредоточился на своей карьере в адвокатуре, в 1953 году он был принят в королевские адвокаты и стал главой своей адвокатской палаты в 1955 году, сменив Кеннета Диплока. Когда консерваторы вернулись к власти при Черчилле в 1951 году, он отказался рассматриваться на эту должность. В 1956 году он отказался от назначения на должность генерального почтмейстера при Энтони Идене по финансовым причинам, только чтобы принять назначение на должность первого лорда Адмиралтейства шесть недель спустя. Однако его назначение пришлось отложить из-за дела Крэбба.
Будучи первым лордом Адмиралтейства, лорд Хейлшем был проинформирован о планах Идена использовать военную силу против Египта, которые он считал «безумием». Тем не менее, как только началась операция «Мушкетер», он считал, что Британия не может отступить, пока не будет захвачен Суэцкий канал. Когда в середине операции лорд Маунтбеттен пригрозил уйти в отставку с поста Первого морского лорда в знак протеста, лорд Хейлшем в письменной форме приказал ему остаться на службе: он считал, что Маунтбеттен имеет право на защиту своего министра, и что он обязан уйти в отставку, если честь флота будет задета проведением операции . Хейлшем продолжал критиковать действия тогдашнего канцлера казначейства Гарольда Макмиллана во время кризиса, полагая, что у того сдали нервы.
Лорд Хейлшем стал министром образования в 1957 году в правительстве Гарольда Макмиллана, занимая эту должность в течение восьми месяцев, прежде чем принять назначение на должность лорда-президента Совета и председателя Консервативной партии в сентябре 1957 года. Во время его пребывания на посту председателя партии Консервативная партия одержала заметную победу на парламентских выборах 1959 года, которые, как предсказывалось, она должна была проиграть. Тем не менее, вскоре после выборов Хейлшем был отстранен и был назначен министром науки и технологий, занимая этот пост до 1964 года. Его пребывание на посту министра науки было успешным, и позже он был избран в Королевское общество в соответствии со Статутом 12 в 1973 году.
Одновременно с этим Квинтин Хогг был лордом-хранителем Малой печати с 1959 по 1960 год, лордом-председателем Совета с 1960 по 1964 год и лидером Палаты лордов с 1960 по 1963 год, будучи заместителем лидера с 1957 по 1960 год. Он также получил ряд специальных поручений от Макмиллана, став министром со специальной ответственностью за спорт с 1962 по 1964 год, по безработице на северо-востоке с 1963 по 1964 год и по высшему образованию с 1963 по 1964 год.
Лорд Хейлшем предстал перед Комитетом Вольфендена, чтобы обсудить гомосексуализм. Историк Патрик Хиггинс сказал, что он использовал это как «возможность выразить свое отвращение». Он заявил: «Инстинкт человечества описывать гомосексуальные акты как „неестественные“ не основан на простом предрассудке» и что гомосексуалисты развращают и «прозелитизируют религию».
В июне 1963 года, когда его коллега-министр Джон Профьюмо был вынужден уйти в отставку после того, как признался в лжи парламенту о своей личной жизни, барон Хейлшем яростно напал на него по телевидению. Депутат-лейборист Реджинальд Пэджет назвал это «виртуозным исполнением искусства пинать друга под дых». Он добавил: «Когда потворство своим желаниям низводит человека до формы лорда Хейлшема, сексуальное воздержание подразумевает не более чем чувство нелепости».
15 июля Квинтин Хогг и Аверелл Гарриман прибыли в Москву на переговоры о запрете ядерных испытаний.

## Отказ от пэрства и права на лидерство в Консервативной партии
Лорд Хейлшем был лидером Палаты лордов, когда Гарольд Макмиллан объявил о своей внезапной отставке с поста премьер-министра по состоянию здоровья в начале конференции Консервативной партии 1963 года. В то время не было официального голосования за руководство Консервативной партии. Хейлшем, который поначалу был предпочтительным преемником Макмиллана, объявил, что он воспользуется недавно принятым Законом о пэрстве 1963 года, чтобы отказаться от своего титула, бороться на дополнительных выборах и вернуться в Палату общин. Его выходки, направленные на привлечение внимания общественности, на партийной конференции — такие как кормление своей маленькой дочери на публике и разрешение своим сторонникам раздавать значки «Q» (для Квинтина) — в то время считались вульгарными, поэтому Макмиллан не поощрял старших членов партии выбирать его своим преемником.
В конце концов, по совету Макмиллана, королева выбрала сэра Алека Дугласа-Хьюма в качестве преемника Макмиллана на посту премьер-министра. Тем не менее, виконт Хейлшем отказался от своего пэрства 20 ноября 1963 года, снова став Квинтином Хоггом. Он баллотировался и был избран депутатом от Сент-Мэрилебон, старого избирательного округа своего отца, на дополнительных выборах в Сент-Мэрилебоне в 1963 году.

## Лорд-канцлер
Квинтин Хогг служил в теневом кабинете консерваторов во время правительства Вильсона и развивал свою практику в адвокатуре, где одним из его клиентов был премьер-министр и политический оппонент Гарольд Вильсон. Когда Эдвард Хит победил на парламентских выборах 1970 года, он получил пожизненное пэрство как барон Хейлшем из Сент-Марилебона, из Херстмонсо в графстве Сассекс, и стал лордом-канцлером. Хогг был первым, кто вернулся в Палату лордов в качестве пожизненного пэра после того, как отказался от наследственного пэрства. Выбор Хейлшемом лорда Уиджери на пост лорда-главного судьи подвергся критике со стороны его противников, хотя позже он реабилитировал себя в глазах профессии, назначив лорда Лейна преемником Уиджери. Его назначение лордом-канцлером вызвало некоторое веселье; В октябре 1962 года он сказал журналисту (Логану Гурли из Daily Express), что, когда он унаследовал свой титул, он думал, что к 1970 году, если бы у власти было правительство тори, «какой-нибудь осел мог бы сделать меня лордом-канцлером».
Во время своего первого срока на посту лорда-канцлера Хейлшем курировал принятие Закона о судах 1971 года, который коренным образом реформировал английское правосудие, отменив древние выездные сессии и квартальные сессии, которые были заменены постоянными королевскими судами. Закон также установил единую судебную службу под руководством Департамента лорда-канцлера, который в результате существенно расширился. Он также провел через Палату лордов спорный Закон о трудовых отношениях 1971 года, который учредил недолговечный Национальный суд по трудовым отношениям.
Лорд Хейлшем объявил о своей отставке после окончания правительства Хита в 1974 году. Он популяризировал термин «выборная диктатура» в 1976 году, позже написав подробное изложение «Дилемма демократии». Однако после трагической смерти его второй жены в результате несчастного случая во время верховой езды он решил вернуться в активную политику, сначала в качестве теневого министра без портфеля в теневых кабинетах Эдварда Хита и Маргарет Тэтчер, а затем снова в качестве лорда-канцлера с 1979 по 1987 год при Маргарет Тэтчер.
Хейлшем широко считался традиционалистом-лордом-канцлером. Он уделял большое внимание традиционным ролям своей должности, заседая в Апелляционном комитете Палаты лордов чаще, чем любой из его послевоенных предшественников . Назначение заместителей председательствовать в Палате лордов позволило ему уделять больше времени судебной работе, хотя он часто сам сидел на мешке с шерстью. Он защищал английскую коллегию адвокатов, выступая против назначения солиситоров в Высокий суд и расширения их прав аудиенции. Однако он был ответственным за реализацию далеко идущей реформы судебной системы 1971 года и отстаивал правовую реформу и работу Комиссии по праву.
В дополнение к своему пэрству, в 1974 году он был назначен членом Ордена Кавалеров Почета, а в 1988 году стал Рыцарем-кавалером Ордена Подвязки.

## Личная жизнь
Лорд Хейлшем был женат трижды. В 1932 году он женился первым браком на Натали Салливан (? — 1987) , дочери Алана Салливана. Брак был расторгнут в 1943 году после того, как он вернулся с войны и обнаружил, что она, как он позже выразился в телевизионном интервью, «не одна»: она была с главой кабинета французского президента Шарля де Голля Франсуа Куле.
18 апреля 1944 года он женился вторым браком на Мэри Эвелин Мартин (19 мая 1919 — 10 марта 1978), дочери Ричарда Эвелина Мартина и Амелии Лиззи Ламберт. У супругов было пятеро детей:
- Дуглас Мартин Хогг, барон Хейлшем из Кеттлторпа (род. 5 февраля 1945), старший сын и преемник отца.
- Дама Мэри Клэр Хогг (род. 15 января 1947), в 1987 году она вышла замуж за Эрика Купса, от брака с которым у неё было двое детей.
- Достопочтенная Фрэнсис Эвелин Хогг (род. 11 ноября 1949), в 1970 году она вышла замуж за Ричарда Квинтила Хора, от брака с которым у неё было трое детей.
- Достопочтенный Джеймс Ричард Мартин Хогг (род. 1951), в 1987 году он женился за Клэр Раффаэль.
- Достопочтенная Кэтрин Амелия Хогг (род. 18 октября 1962), в 1993 году она вышла замуж Ричарда Коллинза.

1 марта 1986 года лорд Хейлшем женился на Дейдре Маргарет Шеннон (1928/9 — 22 декабря 1998), дочери капитана Питера Шеннона, бывшей секретарше в его палатах. Она заботилась о нем в его старости, но умерла раньше него в 1998 году.

## Личность и инвалидность
Барон Хейлшем сохранил некоторые черты умного школьника — симпатичного, раздражающего и неопрятного — на протяжении всей своей жизни. Он имел привычку декламировать длинные отрывки из древнегреческих стихов в неподходящие моменты разговоров.
В молодости лорд Хейлшем был заядлым альпинистом и сломал обе лодыжки во время восхождения на Пеннинские Альпы. Переломы (которые он ошибочно считал растяжениями) зажили к тому времени. Лорд Хейлшем оставался физически энергичным до конца среднего возраста, и в 1960-х годах его часто можно было увидеть неуверенно катающимся на велосипеде по Лондону, одетым в котелок и полосатый костюм адвоката. Однако обе его поврежденные лодыжки, как он позже писал, «зажили с разницей в неделю в июне 1974 года». После этого он мог ходить только на короткие расстояния с помощью двух тростей. В старости он также страдал артритом.

## Смерть и наследование
Лорд Хейлшем из Сент-Мэрилебон умер от сердечной недостаточности и пневмонии в своем доме в Патни-Хит, Лондон, 12 октября 2001 года, через три дня после своего 94-го дня рождения . Титул виконта, от которого он отказался в 1963 году, унаследовал его старший сын Дуглас, который тогда был депутатом. В результате Акта о Палате лордов 1999 года, который лишил большинство наследственных пэров права заседать в Палате лордов, ему не нужно было отказываться от своего титула виконта, чтобы оставаться членом Палаты общин.
Как и его отец и другие члены семьи, он был похоронен на кладбище церкви Всех Святых в Херстмонсо, Сассекс.
Состояние Хейлшема на момент смерти было оценено в 4 618 511 фунтов стерлингов (около 7,5 млн фунтов стерлингов по ценам 2018 года).

## Оценки
SM Cretney утверждает, что «Хейлшем был по любой оценке одной из выдающихся личностей британской политики 20-го века. Никто из его современников не сочетал столь блестящий и хорошо подготовленный интеллект со способностью к ораторскому искусству, которая пользовалась такой широкой популярностью. Его самым заметным успехом, возможно, была его роль в возрождении удачи Консервативной партии в 1950-х годах… даже в этом случае, фактические достижения Хейлшема в политике, возможно, не отражали его выдающуюся интеллектуальную силу и ораторские навыки» и что, учитывая его «эмоциональную и темпераментную изменчивость и даже нестабильность… трудно сделать какую-либо рациональную оценку того, чего бы достигла администрация Хейлшема», если бы он стал премьер-министром в 1963 году.